# (12104) Chesley
(12104) Chesley ist ein Asteroid des Hauptgürtels, der am 22. Mai 1998 vom LONEOS-Projekt des Lowell-Observatoriums entdeckt wurde. Seine ursprüngliche Bezeichnung lautete 1998 KO6.

## Namensgebung
Er wurde am 28. Juli 2002 zu Ehren von Steven R. Chesley, einem Mitarbeiter der Solar System Dynamics Group des JPL benannt.